# جیدن هادلر
جیدن هادلر (انگلیسی: Jayden Hadler؛ زادهٔ ۲۳ سپتامبر ۱۹۹۳) یک شناگر اهل استرالیا است.
از افتخارات وی میتوان به کسب مدال نقره ۴×۱۰۰ متر مختلط امدادی در ۲۰۱۵ کازان اشاره کرد.